# Quận Crook, Wyoming

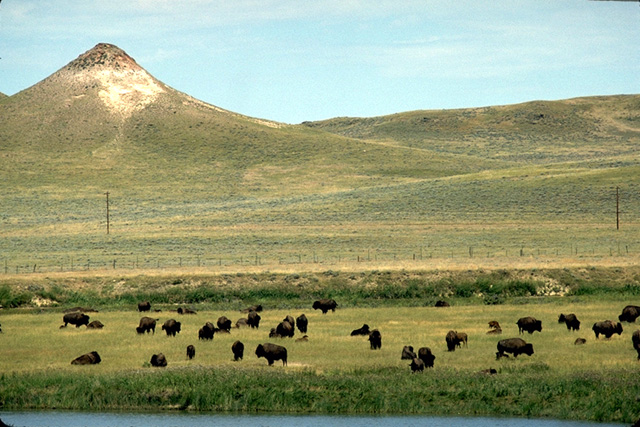
Đàn trâu ở quận Crook

Quận Crook là một quận thuộc tiểu bang Wyoming, Hoa Kỳ. Quận lỵ đóng ở Sundance6. Quận được đặt tên theo. Dân số theo điều tra năm 2000 của Cục điều tra dân số Hoa Kỳ là 7083 người.

## Địa lý
Theo Cục điều tra dân số Hoa Kỳ, quận này có diện tích 7.436 km2, trong đó có 31 km2 là diện tích mặt nước.